# 노태강
노태강(盧泰剛, 1960년 3월 13일~)은 대한민국의 공무원이다. 문화체육관광부 제2차관을 역임하였고, 주 스위스 대사이다.

## 생애
1983년 행정고시에 합격하여 공직을 시작했다.
2012년 문화체육관광부 체육정책국장이 되었고, 승마협회 감사 보고서에 최순실의 측근인 박원오 승마협회 전무에 대한 부정적인 내용을 담았다. 2013년 태권도 선수 아버지 자살사건을 제대로 조사하지 않았다는 이유로 국립중앙박물관 교육문화교류단장으로 좌천되었다. 2016년 3월 박근혜가 "그 사람이 아직까지 있느냐"고 지적하여 공직을 그만두었다.
박근혜-최순실 게이트가 드러난 이후  2016년 12월에 국회 국정조사 청문회에 출석하여 증언하였으며, 2017년 1월에는 특별검사의 조사에도 참고인으로 출석하였다. 노태강은 중앙일보와의 인터뷰에서 “최순실 게이트의 전말이 조금씩 드러나고, 특검팀 조사를 받게 되면서 조금씩 퍼즐이 맞춰졌다"다고 밝혔다.
2017년 6월 문재인 대통령은 노태강을 문화체육관광부 제2차관으로 발탁하였고 청와대는 “체육 분야에 정통한 관료 출신으로, 평창 동계 올림픽을 차질없이 준비할 적임자”라고 설명하였다. 2020년 11월 주 스위스 대사에 임명되었다.

## 경력
- 1983년 10월: 제27회 행정고시 합격
- 2003년 7월~2005년 8월: 문화관광부 국제체육과장
- 2005년 8월~2006년 2월: 문화관광부 문화정책국 국제문화협력과장
- 2006년 3월~2010년 2월: 독일문화원 원장
- 2011년 3월~2012년 2월: 문화체육관광부 도서관정보정책기획단장
- 2012년 2월~2013년 8월: 문화체육관광부 체육정책국장
- 2013년 10월~2016년 5월: 국립중앙박물관 교육문화교류단장
- 2016년 6월~2017년 6월: 스포츠안전재단 사무총장
- 2017년 6월~2019년 12월: 문화체육관광부 제2차관
- 2020년 11월~2022년 10월: 주 스위스 대한민국 대사관 대사
- 경북대학교 행정학부 초빙교수